# Paul Strüver
Paul Strüver (Hamburg, 12 de febrer de 1896 - Lübeck, 5 d'agost de 1957) fou un compositor, mestre de capella i director d'orquestra alemany.
Alumne avantatjat dels Conservatoris de Berlín i Múnic, es va assenyalar com a compositor i director d'orquestra. Entre les seves principals composicions hi figura una Sonata per a piano; un Quartet per a instruments d'arc, i l'òpera en un acte Diana Hochzeit. també és autor de diversos lieder molt interessants.